# Nègrepelisse

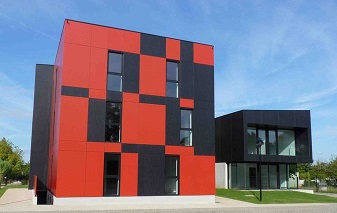
Edificio sede de la Communauté de communes Quercy Vert-Aveyron

Nègrepelisse es una comuna francesa situada en el departamento de Tarn y Garona, en la región de Occitania.

## Demografía
| 2269 | 2409 | 2589 | 2871 | 3326 | 3487 | 5685 |
| Para los censos de 1962 a 1999 la población legal corresponde a la población sin duplicidades (Fuente: INSEE [Consultar]) |      |      |      |      |      |      |